# لي هايندز
لي هايندز (بالإنجليزية: Leigh Hinds)‏ هو لاعب كرة قدم بريطاني في مركز الهجوم، ولد في 17 أغسطس 1978 في بكنهام ‏ في المملكة المتحدة. لعب مع نادي أبردين ونادي بارتيك ثيسل ونادي كلايد ونادي ويمبلدون.

## وصلات خارجية
- لي هايندز على موقع قاعدة بيانات كرة القدم.إي يو (الإنجليزية)
- لي هايندز على موقع Soccerbase.com (لاعب) (الإنجليزية)